# Prhljaj
Prhljaj je izraz za lojavost lasišča ali seborejo, pri kateri so v laseh drobni kosi odmrle kože. Pojav je posledica nepravilnega delovanja lojnic, ki izločajo loj (sebum) na lasišču. Žleze izločajo premalo loja, kar povzroča suhe in krhke lase ter bele kožne luske ali pa kar je pogosteje, izločajo preveč loja, kar povzroča mastne lase in rumenkaste kožne luske.
Prhljaj zahteva večkrat tedensko umivanje las in lasišča s šamponom proti prhljaju, če so lasje mastni. Šamponom proti prhljaju so pogosto dodani keratolitiki. Če je prhljaj posledica vnetega lasišča, pogosto zdravljenje predpiše kožni zdravnik.